# Телецентр (микрорайон Кишинёва)
Телецентр (рум. Telecentru) — небольшой микрорайон в юго-западной части столицы Молдавии — Кишинёва. Микрорайон входит в сектор Центр.
В микрорайоне Телецентр расположена возведённая в 1958 году Кишинёвская телевизионная вышка (Телебашня), высота которой около 186 метров. Высота холма в районе телевышки около 217 метров. Рядом с телебашней расположена киностудия Молдова-фильм (основана в 1952 году).
Микрорайон протянулся с севера на юг на 0,862 километра, с запада на восток~ 0,925 км. Телецентр окружён другими микрорайонами: с юга Скиноасой (граница улица Леха Качинского, переходящая в улицу Спрынченоая, до 1991 года улица Демократическая), с востока Малой Малиной (граница— улица Георге Асаки (рум. Gh. Asachi), до 1991 года улица Дзержинского, ранее Костюженское шоссе), а также с юго-востока городом Кодру (граница — улица Миори́ца, до 1991 года улица Прянишникова).
С северо-запада к Телецентру примыкает микрорайон Валя-Дическу, застроенный частными домами и упирающийся в «лесопарк улицы Трифана Балтэ». Граница между микрорайонами — улица Академическая (рум. Academiei). Улица была переименована в честь академика Гросула, а потом опять в Академическую. Балка лесопарка отделена от микрорайона Телецентр шоссе Друмул Виилор (до 1991 года улица Новосибирская). Через лесопарк можно добраться к третьему по величине парку Кишинёва с одноимённым озером — «Валя Морилор» (бывшее Комсомольское озеро).
На западе микрорайона Телецентр находится город Дурлешты, разделяющий Телецентр и Буюканы, вблизи которого со стороны Телецентра находится Южный автовокзал (открыт в 1982 году). Также поблизости находится специальная трасса, на которой в 1969 году были проведен чемпионат мира мотокроссу. С Телецентра через Дурлешты можно попасть на пригородное озеро Гидигич (расстояние примерно15 километров).
На границе секторов Ботаника и Телецентр, по дороге на Яловены, с Хынчештского шоссе можно наблюдать живописное поле площадью 10,8 гектара, часть которого засажено садами.
Микрорайон Телецентр расположен по обе стороны шоссе Хынче́шть (бывшее Котовское шоссе).
Троллейбусное сообщение связывает микрорайон Телецентр с центром города, расстояние до железнодорожного вокзала около 3 километров.
В микрорайоне расположены:
- лицей им. К. Сибирского (бывшая школа № 23, переименована в 9 лицей, затем названа в честь К. Сибирского)
- польская библиотека имени Адама Мицкевича
- памятник Адаму Мицкевичу[11]
- Национальный Центр Переливания Крови[12]

## География района
В районе Телецентра между реками Бык и Ишновец проходит водораздел (225 метров над уровнем моря), расчлененный балками Скиносы и Дурлешты. 

## История микрорайона
В 1945 году Комитет по делам архитектуры при Совете Министров СССР поручили архитектору Щусеву разработку генерального плана Кишинёва после Великой Отечественной войны. Были привлечены архитекторы — И. И. Новиков, Р. Е. Курц, В. И. Барановская, Э. В. Фонгаузен, В. А. Войцеховский.
Вспоминает архитектор Алла Кириченко:

«…начали работать с генпланом и уже вырисовывались районы города. Это было семь районов — Центр, Рышкановка, Ботаника, Чеканы, Боюканы, Скулянка, Телецентр. Кишинёв, как и Рим, расположен на семи холмах, но у нас, по сравнению с Римом, есть преимущество — между холмами у нас почти везде есть лесонасаждения, лощины. Получалось, что у нас каждый район имел свою зону отдыха».
С 1954 по 1958 год Кишинёв был поделен на три района — Красноармейский, Ленинский и Сталинский, и Телецентр относился к Ленинскому району.
Ближайшим к микрорайону кинотеатром был широкоформатный кинотеатр «40 лет ВЛКСМ», построенный в 1957 году по проекту архитектора В.Войцеховского (после 1991 года—"Гаудеамус"). В 1958 году площадь перед кинотеатром была названа «40 лет ВЛКСМ». В 1965-м году к зданию был пристроен вестибюль и служебные помещения. На месте кинотеатра планируется строительство многоэтажных зданий.
В 1979 году была сдана в эксплуатацию троллейбусная линия по участку улицы Гренобля, соединившая микрорайон Телецентр с Ботаникой.

### Телебашня
В 1956 году было принято решение о строительстве телебашни в Кишинёве. Техническим координатором строительства был назначен Всеволод Ревуцкий, впоследствии технический директор телевидения и компании «Телерадио Молдова». Изначально строительство планировалось на Чеканах, но из-за отсутствия транспортного сообщения место строительства было изменено на нынешнее. и башня была введена в эксплуатацию 1 января 1958 года, но первый выход в эфир Молдавского телевидения состоялся 30 апреля 1958 года.
Башню строила группа верхолазов из Ленинграда (ныне Санкт-Петербург), высота телевизионной башни составляет 196 метров.. В это же время в юго-восточном пригороде Кишинёва Ревака строился Кишиневский аэропорт и направление основной взлетно-посадочной полосы было скорректировано таким образом, чтобы не совпадать со створом вышки.

### Академгородок
Улица Академическая—главная улица Академгородка Академии наук Молдавии на Телецентре.
Академгородок включает в себя:
Институт зоологии и физиологии (создан в 1976 на базе Института зоологии АН МССР, организованного в 1961году), Институт химии (1959 год), Институт прикладной физики и другие.

### Улица Леха Качинского
В 2010 году часть улицы Спрынченоая была переименована в честь Леха Качиньского. Улица Качинского — улица в целом ряде городов мира, названная в честь трагически погибшего в авиакатастрофе под Смоленском президента Польши. В Кишинёве установлена мемориальная доска в память о трагедии. Также на улице Качинского расположена польская библиотека имени Адама Мицкевича и памятник Адаму Мицкевичу.

## Отражение в культуре
Название Телецентр, как название одного из районов города Кишинёва, звучит в песне журналиста, теле- и радиоведущего, барда Олега Булгака «Гимн любимому Кишинёву».